# Gouvernorat du Sinaï Sud
Le gouvernorat du Sinaï Sud (arabe : جنوب سيناء) est un gouvernorat de l'Égypte. Il se situe dans le nord-est du pays et couvre la partie sud du Sinaï. Sa capitale est El-Tor.
Les stations balnéaires touristiques de Charm el-Cheikh, Taba et Dahab en font notamment partie, de même que le site du Monastère Sainte Catherine et le Mont Sinaï.

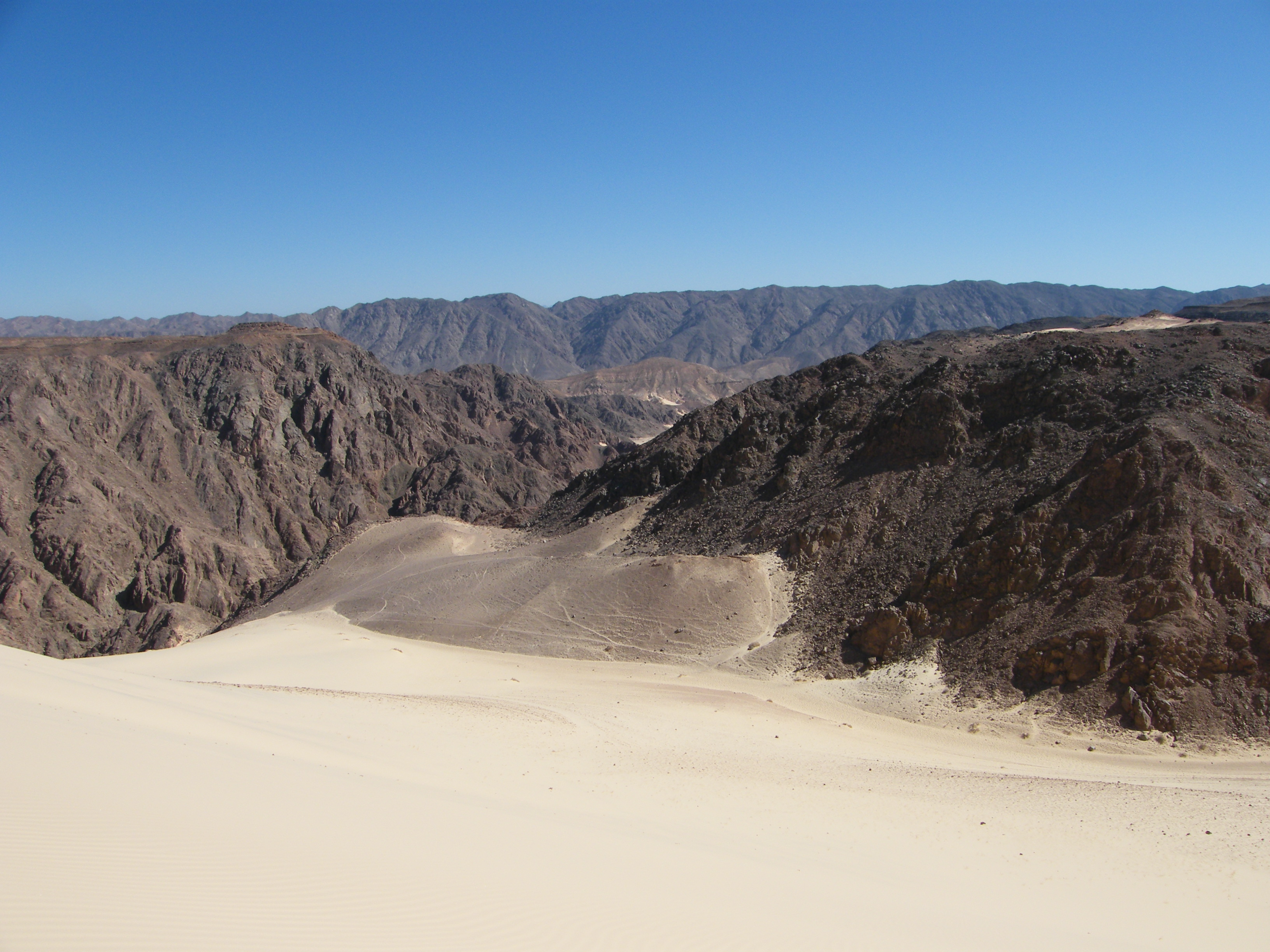
Paysage de Gouvernorat du Sinaï Sud

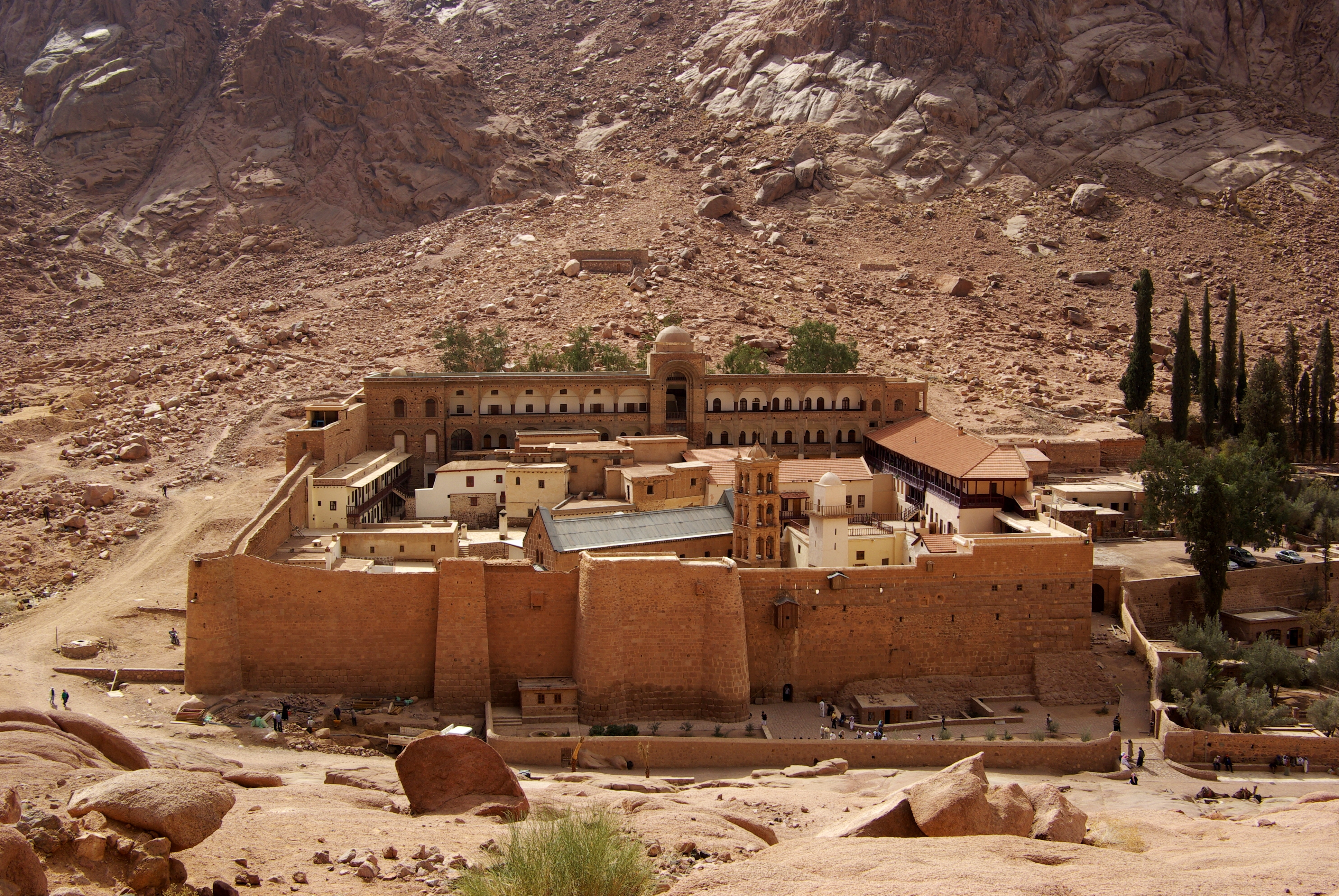
Monastère Sainte-Catherine